# Great Western Railway

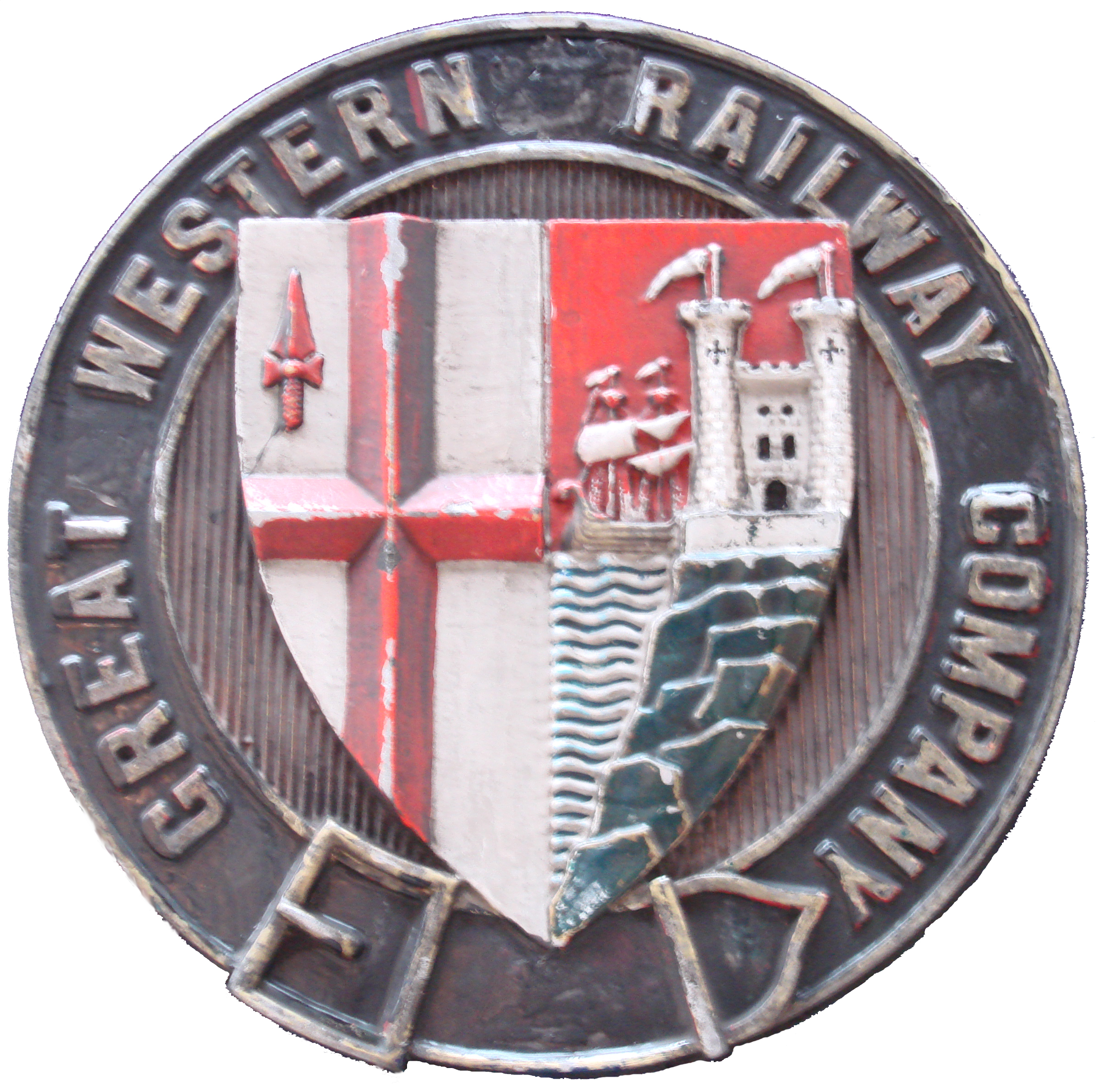
Siegel der GWR. Blasonierung: „Rechts ein Kreuz und ein Schwert (London) und links ein Schiff auf Wellen und ein Burg mit zwei Türmen auf einem Berg (Bristol).“

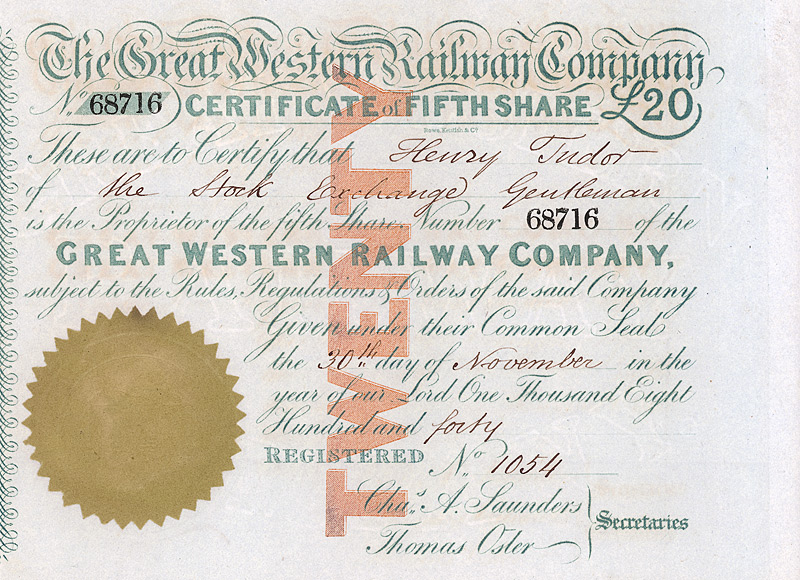
Aktie der Great Western Railway Company vom 30. November 1840

Die Great Western Railway (GWR) war eine britische Eisenbahngesellschaft, die von 1833 bis 1947 existierte. Sie verband London mit Südwestengland, Westengland und Südwales. Die GWR war die einzige Gesellschaft, die nach der Neuordnung des britischen Eisenbahnwesens im Jahr 1923 unter der gleichen Bezeichnung weiter existierte. 1948 ging sie in der staatlichen Gesellschaft British Railways (heute British Rail) auf. Die heutige First Great Western bedient im Wesentlichen das gleiche Gebiet und nimmt mit ihrem Namen Bezug auf die Vorgängerin. 2005 wurde die GWR von der American Society of Civil Engineers in die List of International Historic Civil Engineering Landmarks aufgenommen.
Zu den Great Western-Zügen gehörten Langstrecken-Expressdienste wie der Flying Dutchman, der Cornish Riviera Express und der Cheltenham Spa Express. Sie betrieb auch viele Vorstadt- und Landstrecken, einige davon mit Dampftriebwagen oder so genannten „Autotrains“ (Wendezüge mit Dampftraktion). Das Unternehmen leistete Pionierarbeit beim Einsatz größerer, wirtschaftlicherer Güterwagen als in Großbritannien üblich. Sie betrieb ein Netz von Bus-Strecken, war Teil der Eisenbahn-Flugdienste und besaß Schiffe, Docks und Hotels. Im Volksmund hieß die GWR scherzhaft “God’s Wonderful Railway” (Gottes wunderbare Eisenbahn) oder auch “Great Way Round” (Großartiger Weg rundherum), da die ersten Strecken teilweise mit großen Umwegen errichtet worden waren. In den ersten Jahrzehnten wich die Spurweite der GWR-Strecken von jener der übrigen Gesellschaften ab, sie betrug 2140 mm. Bis 1892 wurden die Strecken dann von Breitspur auf die Normalspur von 1435 mm umgebaut.

## Geschichte

### Die Strecke London-Bristol

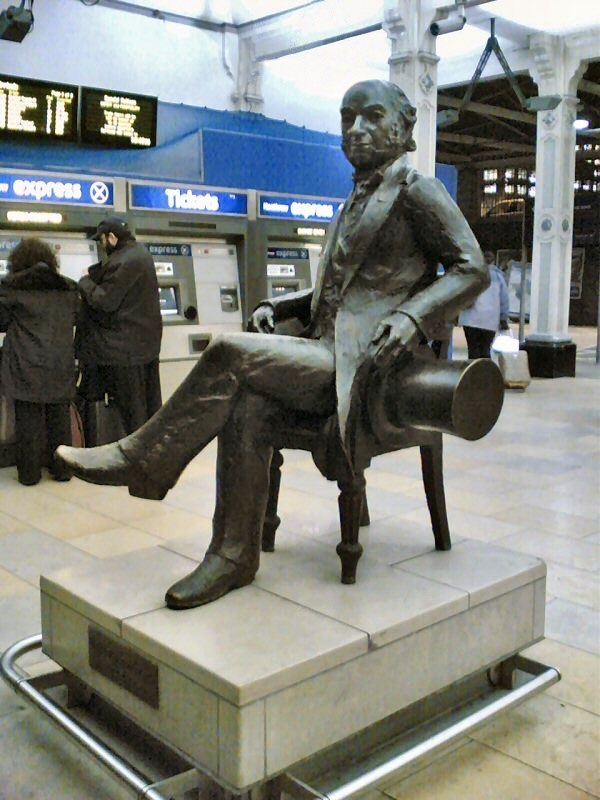
Statue von Brunel auf dem Bahnhof London-Paddington

Mit dem Bau einer Eisenbahnstrecke nach London sollte Bristol seine Stellung als zweitwichtigster Hafen des Landes aufrechterhalten, nachdem der Güterverkehr in zunehmendem Maße über den Hafen von Liverpool ging. Die Gründungsversammlung fand 1833 in Bristol statt, das Parlament erteilte 1835 die Konzession. Der damals 27-jährige Isambard Kingdom Brunel wurde als Chefingenieur verpflichtet.
Brunel fällte zwei wichtige Entscheidungen: Da er glaubte, dass eine breitere Spurweite die Laufeigenschaften bei hohen Geschwindigkeiten verbessern würde, wählte er nicht die heute übliche Normalspur von 4 Fuß 8½ Zoll (1435 mm), sondern eine Breitspur von 7 Fuß (2140 mm). Außerdem wählte er eine Linienführung durch die Marlborough Downs und durch das Tal der Themse nach London; in dieser Gegend gab es allerdings keine größeren Städte.
Brunel führte die Vermessungen auf der gesamten Strecke selbst durch. Der erste Abschnitt zwischen dem Londoner Bahnhof Paddington und Taplow bei Maidenhead wurde 1838 eröffnet. Gleichzeitig wurde die Strecke auch von Bristol aus gebaut und 1840 die Strecke Bristol Temple Meads nach Bath Spa eröffnet. Ab 1841 verkehrten die Züge auf der fertiggestellten Great Western Main Line bis nach London Paddington.

### Great Western Railway Telegraph
Im Jahr 1839 nahm die GWR die weltweit erste kommerzielle Telegrafenlinie in Betrieb. Dabei handelte es sich um eine elektrische Telegrafenverbindung zwischen Paddington und West Drayton. Die Strecke mit einer Länge von 21 km wurde von Charles Wheatstone und William Fothergill Cooke eingerichtet und mit Nadeltelegrafen betrieben. Die GWR-Telegrafenlinie wurde am 9. April 1839 in Betrieb genommen.

### Hauptwerkstätte Swindon

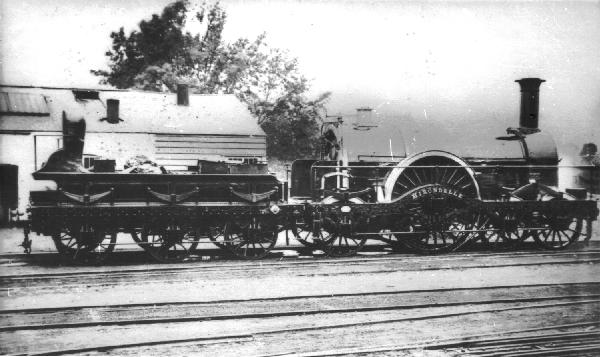
Goochs Lokomotive „Hirondelle“ der GWR

Für die Revision des Betriebsdienstes der beschafften Lokomotivtypen stellte Brunel 1837 den damals 21-jährigen Mechaniker Daniel Gooch ein. Dieser erkannte die Notwendigkeit einer zentralen Hauptwerkstatt und wählte 1840 zusammen mit Brunel das damalige Dorf Swindon an der Verzweigung der von London heranführenden Bahnstrecke in die Richtungen Bristol und Cheltenham als Standort. Durch die Ausweitung der Reparatur- und Betriebswerkstatt zum Fertigungsbetrieb Swindon Railway Works unter Gooch wuchs der Ort schnell zu einer Eisenbahnstadt heran, die gegen Ende des Zweiten Weltkriegs etwa 70.000 Einwohner zählte, von denen bis zu 14.000 bei der GWR Arbeit fanden.

### Posttransport
Nach dem Railways Act 1838 wurden Eisenbahngesellschaften verpflichtet, Post zu transportieren. Die GWR richtete spezielle Postwagen ein, in denen Briefe während der Fahrt sortiert wurden. Dies führte zur Entwicklung der Travelling Post Office (TPO)-Dienste, die es ermöglichten, Post schneller zuzustellen.
Die GWR nutzte fortschrittliche Methoden wie den Mail Exchange Apparatus, mit dem Postbeutel während der Fahrt aufgenommen und abgegeben werden konnten, ohne dass der Zug anhalten musste. Dies erhöhte die Effizienz und Geschwindigkeit der Postzustellung erheblich.

### Der Spurweitenkrieg

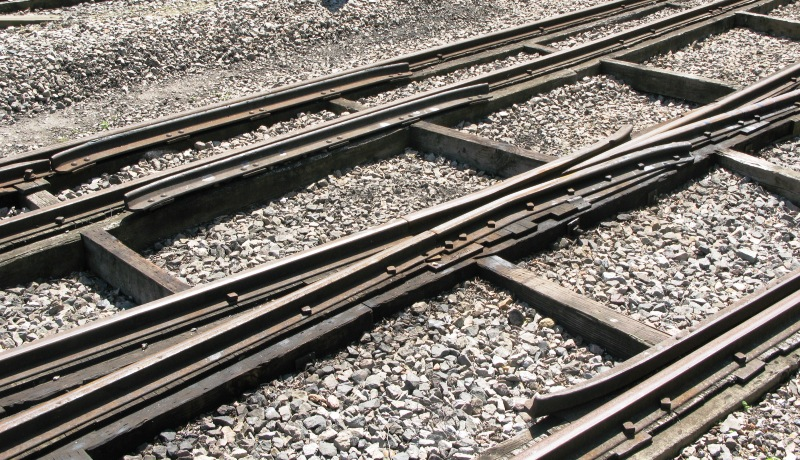
Oben: Dreischienengleis mit Normalspur und Brunelscher Breitspur; unten: Zweiggleis in Normalspur

Im so genannten „Spurweitenkrieg“ („gauge war“) lieferte sich die GWR einen erbitterten Konkurrenzkampf mit der London and North Western Railway (LNWR). 1846 war die Bristol and Gloucester Railway von der Midland Railway aufgekauft und 1854 auf Normalspur umgebaut worden. Auf dieser Strecke wurden Dreischienengleise verlegt, auf denen Züge beider Spurweiten verkehren konnten. Mit eigenen weiteren Streckenbauten wurden 1849 Plymouth und 1867 Penzance an der Südwestspitze Englands erreicht. Die South Wales Railway wurde 1850 eröffnet und 1852 durch die von Brunel erbaute Wye Bridge sowie im gleichen Jahr auch Birmingham mit dem Bahnhof Snow Hill mit der GWR verbunden. Durch solche Übernahmen und weitere Streckenbauten wuchs die GWR zur größten Gesellschaft im Südwesten Englands heran.

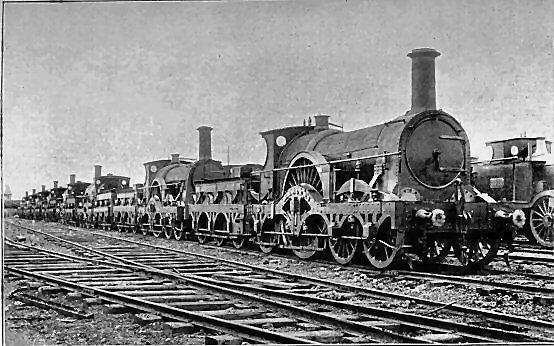
Nach der Umstellung auf Normalspur abgestellte Breitspurlokomotiven der GWR (1892)

In den 1860er Jahren sah die GWR ein, dass sie den Spurweitenkrieg nicht gewinnen konnte und die Breitspur sich nicht durchsetzen würde. Schritt für Schritt baute die GWR das Breitspurnetz auf Normalspur um, wobei teilweise als Zwischenlösung Dreischienengleise verlegt wurden. Die Fusion mit der West Midland Railway führte dazu, dass der Bahnhof Paddington 1861 erstmals von normalspurigen Zügen bedient wurde. Nach 1869 gab es nördlich von Oxford keine Breitspurgleise mehr. Der Umbau des letzten Breitspurabschnitts erfolgte im Mai 1892. Da die Strecke von London nach Wales einen Umweg über Gloucester nahm, wurde auf Brunels Betreiben 1873 mit dem Bau des Severn-Tunnels begonnen, dessen Eröffnung sich aber bis 1886 verzögerte.

### Verstaatlichungsbestrebungen
Nach dem Ausbruch des Ersten Weltkriegs stellte die Regierung die GWR und die anderen großen Eisenbahngesellschaften unter ihre Aufsicht. Nach Kriegsende erwog die Regierung die Verstaatlichung dieser Gesellschaften, entschied sich jedoch für die Zusammenlegung in vier große Unternehmen, „Big Four“ genannt. Nur die GWR behielt ihren alten Namen, als am 1. Januar 1923 der Railways Act 1921 in Kraft trat. Die GWR übernahm mehrere kleine Gesellschaften, vor allem in Wales.
Während des Zweiten Weltkriegs wurden die Eisenbahnen erneut unter die Kontrolle der Regierung gestellt. Nach Ende des Krieges kam eine Labour-Regierung an die Macht und plante die Verstaatlichung aller Eisenbahnen. Die GWR ging am 1. Januar 1948 in der staatlichen British Railways (heute British Rail) auf. Nach der Zerschlagung und Privatisierung von British Rail im Jahr 1994 wurde die Gesellschaft First Great Western gegründet, die den traditionsreichen Namen „Great Western“ wieder aufleben ließ.

## 1921 mit der GWR fusionierte Gesellschaften

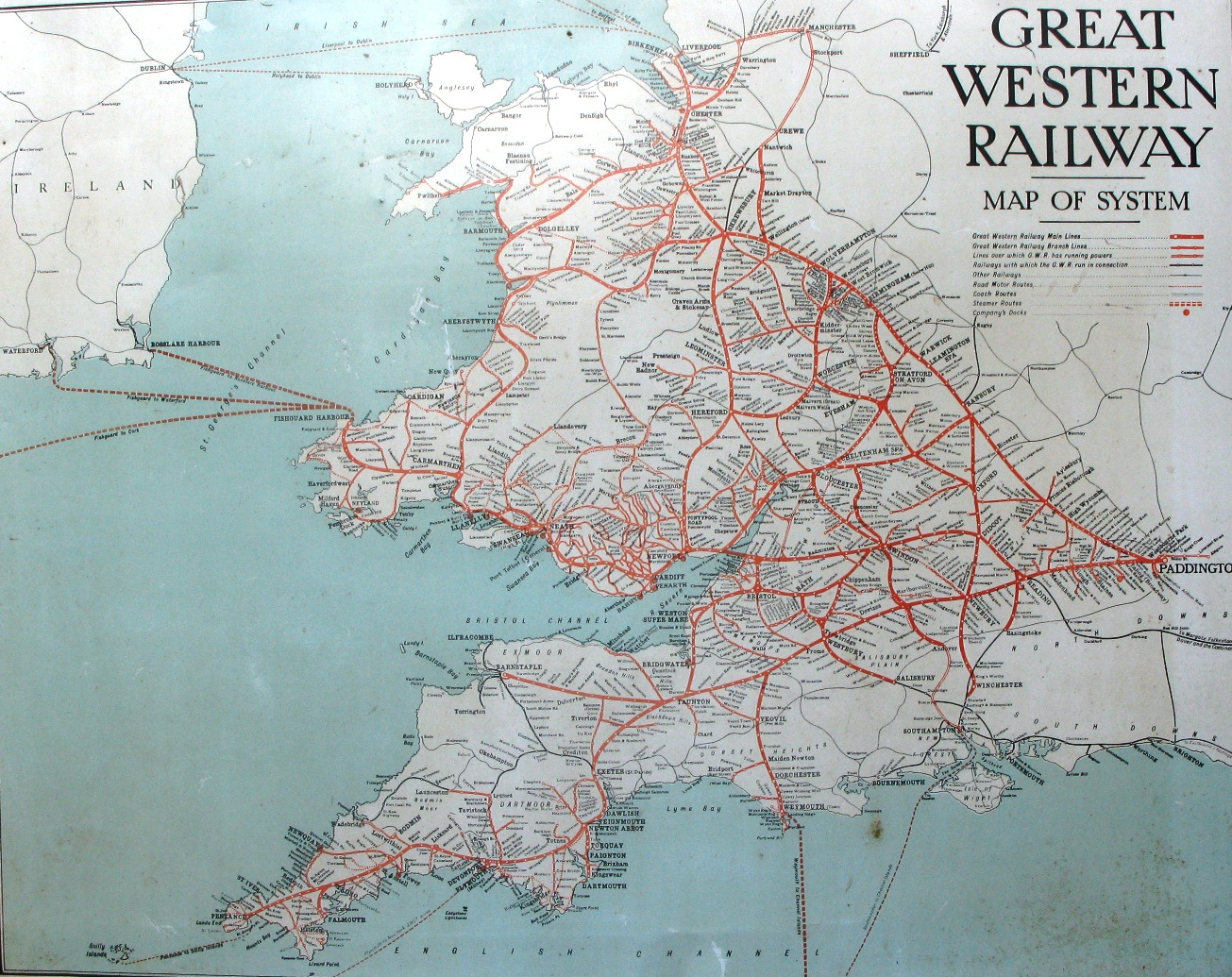
Streckennetz der Great Western Railway 1930

### Hauptgesellschaften
1921 wurden folgende Gesellschaften fusioniert:
- Great Western Railway (GWR, 4836 km)
- Barry Railway (BR, 109 km)
- Cambrian Railways (CambR, 475 km)
- Cardiff Railway (19 km)
- Rhymney Railway (82 km)
- Taff Vale Railway (TVR, 200 km)
- Alexandra Docks and Railway (17 km)

### Weitere Gesellschaften
Fünf weitere selbstständige Gesellschaften wurden im Gesetz „subsidiary companies“ aufgeführt:
- Brecon and Merthyr Tydfil Junction Railway (96 km)
- Burry Port and Gwendreath Valley Railway (34 km)
- Cleobury Mortimer and Ditton Priors Light Railway (19 km)
- Llanelly and Mynydd Mawr Railway (21 km)
- Midland and South Western Junction Railway (102 km)

Zwei weitere Gesellschaften besaßen eigenes Rollmaterial, der Betrieb erfolgte aber durch die GWR:
- Port Talbot Railway and Docks (PTR&D, 56 km)
- Rhondda and Swansea Bay Railway (47 km)

### Tochtergesellschaften
Die übrigen Tochtergesellschaften existierten nur dem Namen nach, wurden aber aus juristischen Gründen gleichwohl im Railways Act genannt.
Ursprüngliche Muttergesellschaft Great Western Railway
- Didcot, Newbury and Southampton Railway (69 km)
- Exeter Railway (14 km)
- Forest of Dean Central Railway (8 km)
- Gwendreath Valleys Railway (5 km)
- Lampeter, Aberayron and New Quay Light Railway (19 km)
- Liskeard and Looe Railway (14 km)
- Neath and Brecon Railway (37 km)
- Princetown Railway (17 km)
- Ross and Monmouth Railway (20 km)
- Teign Valley Railway (12 km)
- West Somerset Railway (23 km)

Ursprüngliche Muttergesellschaft Taff Vale Railway
- Penarth Extension Railway (3 km)
- Penarth Harbour, Dock and Railway (16 km)

Ursprüngliche Muttergesellschaft Cambrian Railways
- Mawddwy Railway (11 km)
- Van Railway (11 km)
- Welshpool and Llanfair Light Railway (15 km)
- Wrexham and Ellesmere Railway (21 km)

Ursprüngliche Muttergesellschaft Port Talbot Railway and Docks
- South Wales Mineral Railway (21 km)

Ursprüngliche Muttergesellschaft Barry Railway
- Vale of Glamorgan Railway (33 km)

## Museen

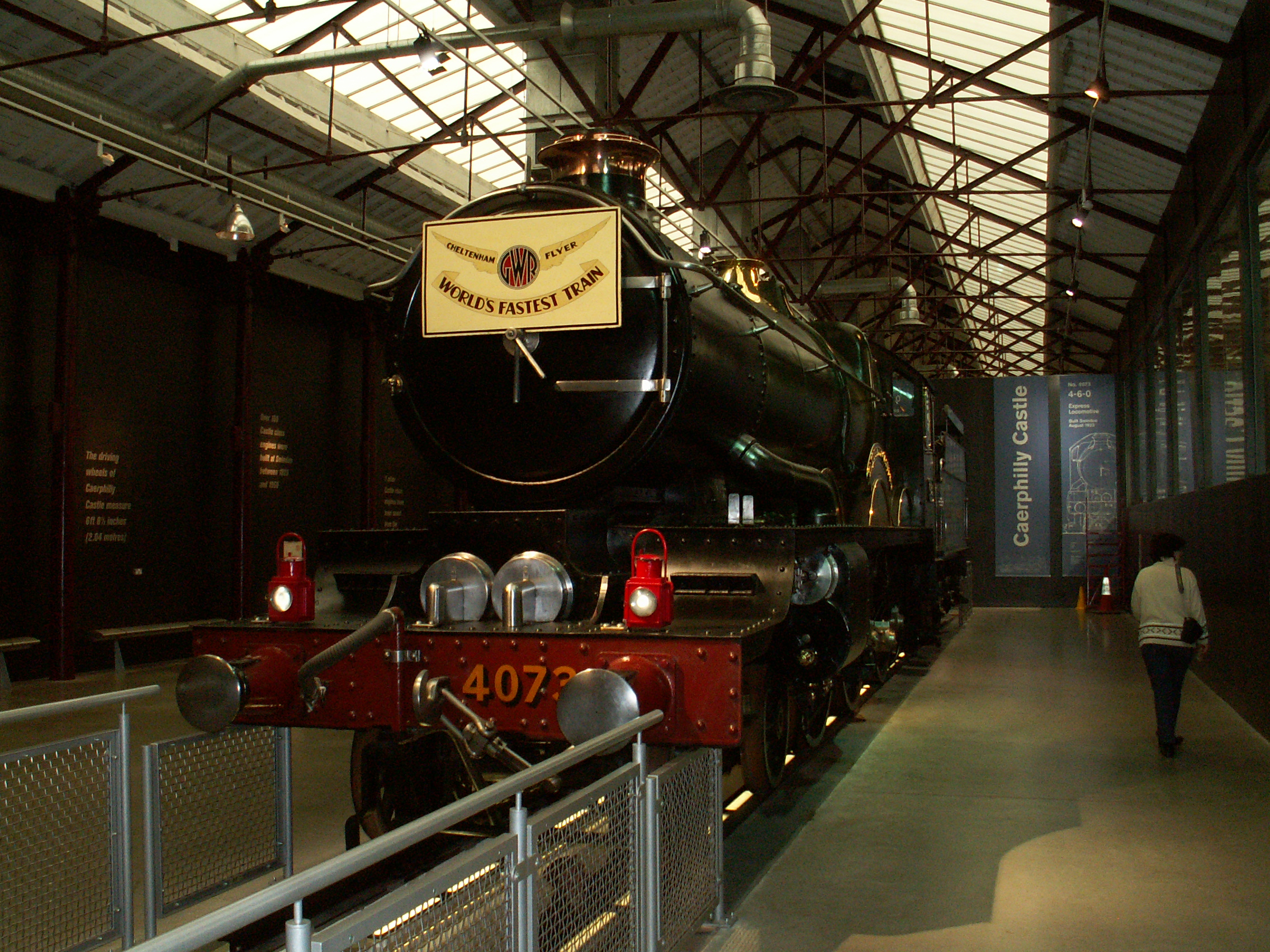
GWR „Caerphilly Castle“ im STEAM-Museum

Zwei Museen befassen sich mit der Geschichte der Great Western Railway, das Swindon Steam Railway Museum (STEAM) in Swindon und das Didcot Railway Centre in Didcot. Mehrere Nebenstrecken werden heute als Museumsbahnen betrieben.